# Mala Pirešica
Mala Pirešica je naselje u slovenskoj Općini Žalecu. Mala Pirešica se nalazi u pokrajini Štajerskoj i statističkoj regiji Savinjskoj. 

## Stanovništvo
Prema popisu stanovništva iz 2002. godine naselje je imalo 71 stanovnika.